# Мугинштейн, Михаил Львович
Михаил Львович Мугинштейн (Михаил Лейбович, род. 31 января 1949, Свердловск) — российский музыковед

, историк, теоретик оперы и музыкальный критик. Заслуженный деятель искусств России (2004).

## Биография
Михаил Мугинштейн в 1972 году окончил Уральскую консерваторию (в 1976 – аспирантуру, кандидат искусствоведения), где работает на кафедре истории музыки (1972 - 2012, преподаватель, доцент, профессор). Основатель и директор Центра музыкального театра (1991, Гуманитарный университет, Екатеринбург), член Комиссии музыкального театра СТД России (1991—1996). Как критик анализирует спектакли ведущих фестивалей и театров России и Европы («Музыкальная академия», «Культура», «Литературная газета», «Мариинский театр», «Независимая газета» и др.), в еженедельнике «Экран и сцена» ведет постоянную колонку «Пора нам в оперу» (1990—1993). Эксперт-обозреватель в передачах телеканала «Культура» «Контекст», «Наблюдатель» (с 2011). Инициатор создания и председатель жюри Российской оперной премии «Casta Diva» (с 1996). Награда отмечает событийные работы театров, вклад выдающихся деятелей, определяет лауреатов, ставших заметным явлением искусства. Профессор РАТИ-ГИТИСА (2009 - 2013). Председатель Экспертного совета конкурсов на соискание Премии СТД РФ имени Б.А.Покровского (2009 - 2019). Помощник директора по творческим вопросам Московского театра Новая Опера имени Е.В.Колобова (2013 – 2021 ).

## Творчество
Один из ведущих российских историков и теоретиков оперного искусства, Михаил Мугинштейн – автор публикаций (более 200) в российских и зарубежных изданиях, в т.ч. – фундаментальной «Pipers Enzyklopädie des Musiktheaters» (München; Zürich, 1997). Редактор-составитель научных сборников, вызвавших резонанс: «Проблемы истории австро-немецкой музыки» (М.: 1983) и серия «Музыка — Культура — Человек» (М.: 1988—1991). В диссертации «Переменность драматургических функций фона в опере-драме» (1976) предложил новый метод анализа оперной драматургии. Активно выступает с докладами в России и за рубежом на темы оперы и музыкального театра. Показательны лекции на Лаборатории режиссеров СТД РФ (с 2005), посвященные типам режиссерского театра начала XXI века. Сочетая традиционные методы с новыми (видео и др.), ученый и критик разрабатывает передовую систему комплексного подхода к опере. Главный принцип исследования – пройти путь от произведения к спектаклю, услышать интервал между сочинением и его интерпретацией. Цель – представить оперу не просто жанром музыки или театра, но самостоятельным видом искусства и феноменом культуры. Для объемного, гуманитарного понимания специфики оперы, ее сложной, разнообразной жанровой типологии, истории и теории оперы, драматургии, композиции и воплощения Мугинштейн организует Центр исследования музыкального театра, который ведет интенсивную культурную и научно-критическую деятельность. К 400-летию оперы (2000) выступает в 1990-е в ряде городов России с авторскими научно-образовательными программами («Современный музыкальный театр», «Шедевры мировой оперы», «400 лет оперы» и др.), получившими заметный отклик общественности и прессы. Параллельно организует клубы «Опера» (1991, Екатеринбург, 2007, Москва). Именно здесь его программы (лекции с видеопросмотрами) отчетливо выявляют феномен оперы в индивидуальном почерке – единстве науки и искусства. Структурное мышление, охват оперного глобуса в истории и современности сочетаются с художественными импровизациями на избранную тему: «кентавр» логики и фантазии вводит оперу в контекст культуры и духовной жизни. Это присуще и выступлениям Мугинштейна на канале «Культура».
В центре деятельности опероведа (см. Примечания) – создание трехтомной «Хроники мировой оперы. 1600 – 2000. 400 лет — 400 опер — 400 интерпретаторов». 1-й том (1600 – 1850) номинировался на лучшую книгу года России (2005, Московская международная книжная ярмарка). Книга вбирает универсальное знание об опере: содержание, анализ, сведения о постановках, аудио и видеозаписях, композиторах, интерпретаторах. Развивая концепцию, автор делает электронную версию (2011), дополняющую книжное издание. Ноу-хау — современная методология, отвечающая сути оперы как музыкального театра: впервые произведение и его воплощение сводятся в одном гипертексте. Знание иллюстрируется фрагментами спектаклей – параллельный ряд раскрывает неповторимый синтез искусств, позволяя наслаждаться чувственной, гипнотической природой оперы. 2-й том «Хроники» (1851 – 1900) удостоен Гранта Президента Российской федерации (2012), третий (1901 – 2000) вышел из печати (2016). На базе этих книг, дающей новый подход в образовании, ученый разработал курс «История оперы и современный музыкальный театр». Лекции читаются в консерваториях и академиях Екатеринбурга, Москвы и Санкт-Петербурга. Авторская энциклопедия Мугинштейна – первая российская энциклопедия мировой оперы. Это фундаментальная работа, дающая панораму оперной истории, систематизированной по хронологическому принципу. Кроме того, «Хроника мировой оперы» не только летопись этого искусства в его значительных образцах, но и живая картина музыкального театра XX – начала XXI века.
В 2020 «Хроника мировой оперы» получает продолжение в новой, 4-й книге пенталогии Мугинштейна – «Этюды к истории оперы». В центре «Этюдов» – вселенная оперы, ее магия. Определяются феномен оперной драматургии, ее важные явления. Исторические разделы концентрируют творчество 61 композитора – ведущих мастеров музыкального театра. В IV части «Критика» собраны статьи о театре конца XX – начала XXI века (1991 – 2010). Это свидетельства событий 400-летнего юбилея Оперы и ее исторического перехода в новую эру. Non finito посвящен остроактуальной проблеме авторства в современном режиссерском театре. Книга отражает композицию оперы в 4-х актах (три исторических и последний акт – критика) с теоретическим прологом, двумя интермеццо, увертюрой и Non finito.
Еще одно направление – работа в Новой Опере, которая дает театральный выход знаниям музыковеда. Он становится драматургом постановок: «Свадьба Фигаро» (2014), «Саломея» (2015), «Фауст» (2016), «Гензель и Гретель» (2017), «Поругание Лукреции» (2019), «Стиффелио» (2022) и «Похищение из сераля» (Театр оперы и балета, Нижний Новгород»). 
В 2024 году выходит еще одна книга – «Театр Оперы: от произведения к спектаклю». В центре исследования опера как диалог. Постигнуть такой диалог означает понять путь от произведения к спектаклю: в этом интервале культуры звучит голос Оперы. Новый труд продолжает «Хронику мировой оперы» и «Этюды к истории оперы». Их последовательность от хроники к истории предполагала следующий ход: от произведения к спектаклю. После анализа в «Этюдах» истории оперы как произведения логично было придать им необходимую пару, перейдя ко второму участнику – театру: опера уверенно стоит на двух ногах! По сути, образуется композиция из 2-х томов. Продолжая «Хронику», они завершают пенталогию – весь свод из 5 работ Мугинштейна. 
В 4-х частной композиции книги первые три части представляют в персональных разделах театральную историю – деятельность ведущих постановщиков XX – XXI века (более 100), их работы в истории и современности. Последняя часть делает обратный ход – от образцов истории оперы четырех веков (более 60) к их трактовкам на сцене (выделяются спектакли 2-й половины XX века и современная режиссура). В Заключении ставятся остроактуальные вопросы существования Оперы в сегодняшнем контексте культуры и ситуации театра. Труд продолжает, систематизирует и замыкает в творческое кольцо наблюдения историка оперы и драматурга. 

## Сочинения

### Книги
- Хроника мировой оперы. 1600—2000. 400 лет — 400 опер — 400 интерпретаторов. Том 1. 1600—1850. — Екатеринбург: У-Фактория, 2005. — 640 с.
- Хроника мировой оперы. 1600—2000. 400 лет — 400 опер — 400 интерпретаторов. Электронная видеоэнциклопедия (в 4-х частях). 1600—1850. — Екатеринбург, 2010.
- Хроника мировой оперы. 1600—2000. 400 лет — 400 опер — 400 интерпретаторов. Том 2. 1851—1900. — Екатеринбург: Антеверта, 2012. — 616 с.
- Хроника мировой оперы. 1600—2000. 400 лет — 400 опер — 400 интерпретаторов. Том 3. 1901—2000. — Екатеринбург: Антеверта, 2015. — 600 с.
- Этюды к истории оперы. — Москва: Digital Art, 2020. — 486 с.
- Театр Оперы: от произведения к спектаклю. — Москва: Digital Art, 2024. — 512 с

### Избранные статьи
- Переменные функции в оперной драматургии // «Советская музыка», 1978, № 4.
- Драматургический «резонанс» в опере // «Советская музыка», 1980, № 12.
- О парадоксе критики // «Советская музыка», 1982, № 4.
- «Воццек» Берга и классическая традиция // «Проблемы истории австро-немецкой музыки». — М.: 1983.
- В движении истории. «Борис Годунов» // «Советская музыка», 1986, № 2.
- Эрнст Кшенек — ровесник века // «Советская музыка», 1986, № 8.
- Мужество и трагизм познания // «Музыка — Культура — Человек». Вып. 1. — Свердловск, 1988.
- От «Бориса Годунова» к «Мертвым душам» Р. Щедрина // «Музыкальный театр. События. Проблемы». — М.: 1990.
- К теоретической поэтике оперы-драмы (в соавторстве с Л. Заксом) // «Музыкальный театр. Проблемы музыкознания». Вып.6. — СПб., 1991.
- Б. В. Асафьев: опыт культурно-исторической интерпретации музыки // «Музыка — Культура — Человек». Вып.2. — Свердловск, 1991.
- Петербург и опера // «Петербургский театральный журнал», 1992, № 0[2].
- «Замок герцога Синяя Борода» Бартока // «Melos», Stockholm, 1995, № 5.
- «Опричник» Чайковского //Pipers Enzyklopädie des Musiktheaters. — Bd. 6. — München; Zürich, 1997.
- Разорванное «Кольцо», или Закат богов постмодернизма // «Музыкальная академия», 1997, № 3.
- Европейская оперная сцена представляет // «Музыкальная академия», 1998, № 2.
- Что мог услышать Лист в «Тристане и Изольде» Вагнера? // «Музыкальная академия», 1999, № 4.
- Прошлое как настоящее. Премьера «Палестрины» Х. Пфицнера в Баварской Опере // «Петербургский театральный журнал», 2009, № 1(55).
- Полемика с Гаевским и Десятниковым о «Летучей мыши» // os.colta.ru — 11.03.2010[3].
- Автор умер, да здравствует автор-режиссёр! (?) // «Петербургский театральный журнал», 2012, № 2 (68).
- Слышать – видеть – понять и пережить// «Как смотреть оперу». М.:2018
- Страждущие драмы. Вагнер, Верди, Даргомыжский. //«Музыкальная жизнь», 2018, № 11

### Статьи в газете Ведомости
- 4 года до 200 лет (фестиваль в Байройте) // «Ведомости», 27.08.2009[4].
- Соловей в бассейне, Дон Жуан в детективе (фестиваль в Экс-ан-Провансе) // «Ведомости», 29.07.2010[5].
- Вечная мораль и эксперименты (Мюнхенский фестиваль) // «Ведомости», 24.08.2010[6].
- Холодное лето (фестиваль в Экс-ан-Провансе) // «Ведомости», 03.08.2011[7].
- Шеф-повар в поиске (Мюнхенский фестиваль) // «Ведомости», 19.08.2011[8].
- Условное равновесие (Зальцбургский фестиваль) // «Ведомости», 22.08.2011[9].
- Опера «Написано на коже» завершила Мюнхенский фестиваль // «Ведомости», 05.08.2013[10].

### Телеканал Культура
- В программе «В главной роли» с Юлианом Макаровым: о выходе 2 тома "Хроники мировой оперы (20.03.13)[11].
- В программе «Наблюдатель»: о русско-немецких культурных связях (16.04.13)[12].
- В программе «Наблюдатель»: о роли либретто в опере (30.03.16)[13].
- В программе «В главной роли» с Юлианом Макаровым: о выходе 3 тома "Хроники мировой оперы (05.04.16)[14].
- К юбилею М. Л. Мугинштейна (05.02.2019)[15].
- В программе «В главной роли» с Юлианом Макаровым: о выходе «Этюдов к истории оперы» (28.01. 21)[16]
- В программе «В главной роли» с Юлианом Макаровым: о выходе «Театра Оперы: от произведения к спектаклю» (13.02. 25)[17]